# Муму

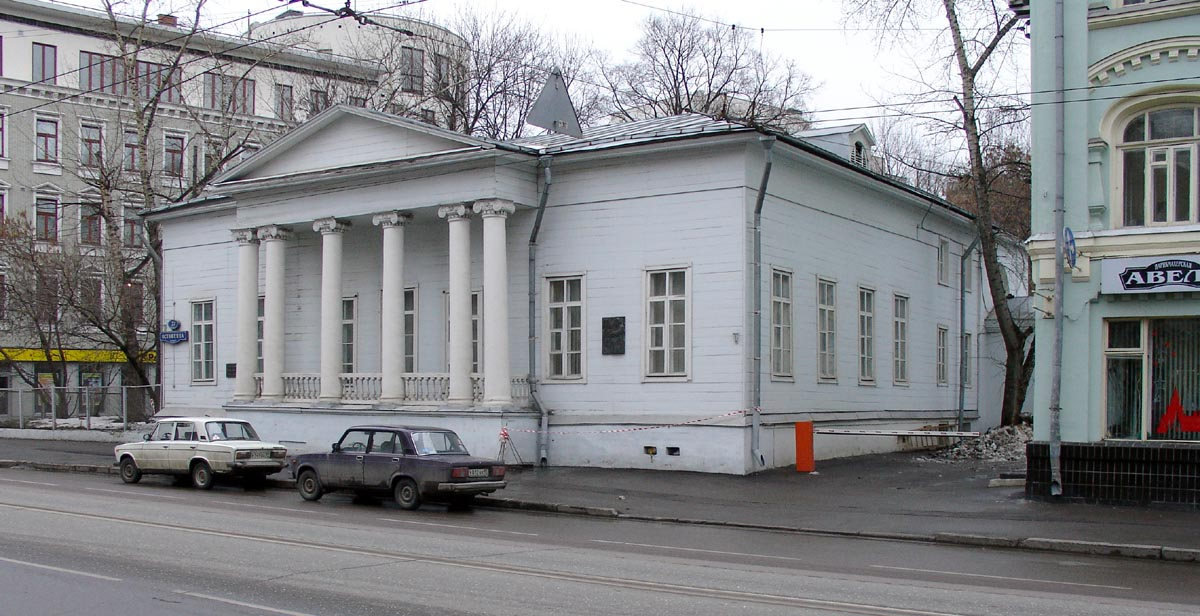
Будинок матері Тургенєва в Москві на Остоженці, 37, де працював письменник і який став прототипом дому в оповіданні. Нині — музей І. С. Тургенєва
«Дім Муму»

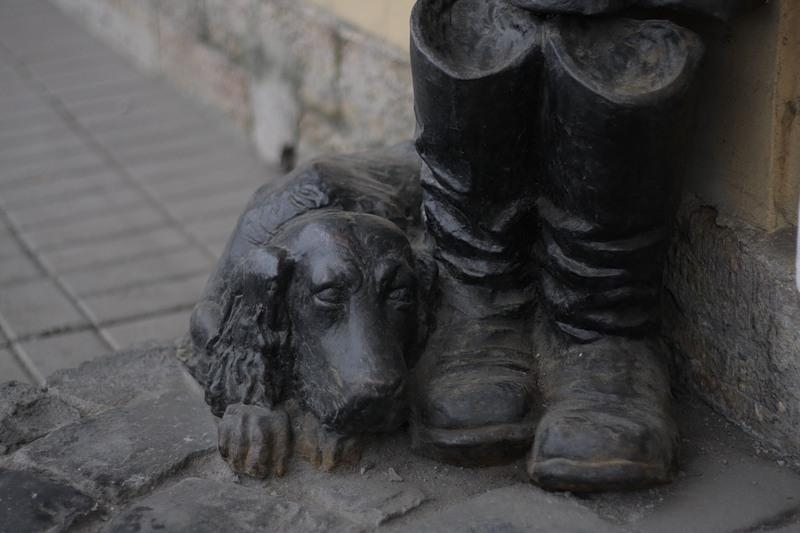
Статуя Муму біля кафе з однойменною назвою в Санкт-Петербурзі

«Муму́» — оповідання російського письменника Івана Тургенєва, написане в 1852 році. За даними дослідників, в основу твору лягли справжні події, що відбувались в московському будинку матері письменника Варвари Петрівни Тургенєвої.
Вперше опубліковане в журналі «Современник» в 1854 році.

## Сюжет
В одному з будинків на околиці Москви доживала віку стара пані, оточена численною челяддю. Був серед її челяді глухонімий двірник Герасим, чоловік величезного зросту і богатирської сили. Він був узятий з села, де один працював за чотирьох, займаючись звичною для нього сільською працею.
Сподобалась Герасиму прачка Тетяна. Він став надавати дівчині знаки уваги. У старої пані був швець Капітон Клімов, п'яниця, якого їй заманулося напоумити, женити на Тетяні. Довго ламав голову дворецький барині Гаврила як це зробити. Порадившись з іншими, придумав ось що: Тетяні потрібно було прикинутися п'яною, оскільки Герасим п'яних терпіти не міг. Хитрість вдалася. Герасим сам штовхнув Тетяну до Капітона. Через рік Капітон остаточно спився і був відправлений з дружиною в далеке село. Герасим на прощання подарував Тетяні хустку, хотів проводити до застави, але зупинився на Кримському броду. Йдучи вздовж річки, він підібрав цуценятко, яке ніяк не могло вилізти з води.
«Жодна мати так не доглядає за своєю дитиною, як залицявся Герасим за своєю вихованкою». Місяців через вісім вона перетворилася в здорову пухнасту собачку іспанської породи, пристрасно прив'язану до Герасима. Оскільки говорити він не міг, тільки мугикав, то і собаку кликав — Муму. Якось вранці бариня прогулювалася з приживалками і побачила Муму, що чекала свого господаря. Зацікавилася собачкою і зажадала принести її до себе в покої. Муму, доставлена в вітальню барині, тремтіла, а коли пані заманулося її погладити, вищирила зуби. Стара веліла своїм слугам, щоб собаки в будинку не було. Наказ було виконано. Герасим пів-Москви оббіг, розшукуючи свою улюбленицю, страждав. Але ось одного разу вночі Муму з'явилася з уривком мотузки на шиї. Він ретельно заховав собаку в своїй комірчині і вигулював лише ночами.
Незабаром вся челядь дізналася, що Муму повернулася. Може, і не дійшло б до барині, але Муму облаяла якось п'яного. Після цього нічного гавкоту бариня веліла собаку звести. Наказ передали глухонімому. Він знаками пояснив, що зробить це сам. Через годину Герасим вийшов із своєї комірчини в святковому жупані з собачкою на мотузочці. Посланий за ним дворовий Ерошка розповідав, що Герасим зайшов до шинку і нагодував собаку. Тільки дві сльози скотилися з очей його. Після цього взяв човен, що стояв біля берега, посадив туди собаку, сів сам і поплив на середину річки. Там він прив'язав Муму на шию дві цеглини, знайдені ним на березі, і кинув її в воду, заплющивши очі. Коли він знову розплющив очі, то човен був уже далеко від цього страшного місця. Повернувшись додому, Герасим зібрав всі пожитки, зв'язав їх у вузлик, звалив його на спину і відправився в рідне село. Через два дні він був удома. Староста здивувався його появі, але починався сінокіс, і Герасима приставили до роботи.
У Москві Герасима спохватилися і хотіли забрати назад, але врешті-решт, бариня вирішила, що «такий невдячний їй не потрібен». Незабаром вона померла. Герасим так і залишився в селі. Живе бобилем, окремо від усіх, з жінками не знається і не тримає вдома жодного собаки.

## Історія написання та публікацій

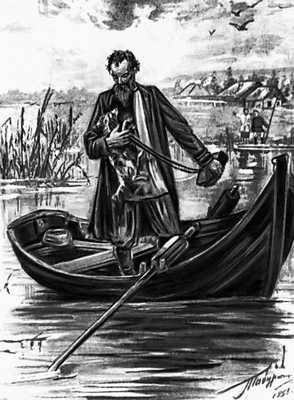
Ілюстрація Володимира Табуріна

В 1852 році Тургенєв, незважаючи на заборону цензури, опублікував некролог на смерть Миколи Гоголя, за що впродовж місяця відбував покарання під арештом, а потім був відісланий до заміської садиби матері. В листі до Поліни Віардо письменник повідомив, що йому наказано жити в селі «до нового розпорядження».
Оповідання «Муму» було написано в квітні—травні у петербурзькій поліцерській канцелярії (рос. «съезжий дом»), де Тургенєв перебував під наглядом пристава (начальника поліцейського відділку). Пізніше, вже будучи в садибі матері письменник переказав видавцю Івану Аксакову готовність надіслати «невелику річ, написану під арештом». Сім'я Аксакових отримала «Муму» восени того ж 1852 року і відгукнулась на твір із захопленням; Аксакін пообіцяв опублікувати його в «Московському збірнику». Втім, цим планам не судилось збутись: вже готовий до друку другий том «Московського збірника» був заборонений цензурою в березні 1853 року.
Оповідання вдалось надрукувати лише через одинадцять місяців — його включили до третього номеру журналу «Современник» 1854 року. Першим відгуком на «Муму» був спеціальний рапорт чиновника головного управління цензури і офіційного рецензента журналу «Современник» Миколи Родзянко. В документі, який він направив до міністра народної просвіти Російської імперії, вказано, що оповідання є «недоречним для друку», оскільки читачі можуть «сповнитись співчуттям» до головного героя. Рапорт було розглянуто: справа про публікацію «Муму» обговорювалась на засіданні колегії, в результаті на світ з'явився циркуляр, підготовлений керуючим справами міністерства Авраамом Норовим. Вміст оповідання було визнано «делікатним», а цензор Володимир Бекетов, що дозволив його опублікувати, отримав попередження.
Коли літературний критик Павло Анненков зробив спробу включити «Муму» в видання творів Тургенєва, почалась низка довгих переговорів; в підписанні численних клопотань і наданні «дипломатичних рапортів» брали участь російський письменник Іван Гончаров, граф Мусін-Пушкін, князь Петро Вяземський. Зрештою в травні 1856 року головне управління цензури дозволило опублікувати оповідання в збірці творів Тургенєва; фінальну точку в справі поставив керуючий справами міністерства просвіти Авраам Норов. 

### В Україні
Оповідання «Муму» публікували «Літературно-науковий вістник» (в перекладі Івана Франка, 1904), харківські видавництва «ДВУ» (в перекладі Максима Рильського, 1928) та «Література і мистецтво» (в перекладі Володимира Штангея, 1934), харківсько-одеське видавництво «Дитвидав УСРР» (за редакцією Валер'яна Підмогильного, 1934).

## Відгуки
Впродовж перших двох років після публікації «Муму» жоден журнал в Росії не писав відгуків на оповідання. Причиною цьому послужив цензурний циркуляр, що забороняв писати про «Муму» в друкованих виданнях.
Однак в приватних листуваннях літераторів та громадських діячів оповідання і обговорювалось, і аналізувалось. Так, Олександр Герцен відгукнувся на нього словами «Чудо, как хорошо!»; в листі до Тургенєва він відмітив, що автор «не побоявся зазирнути в душну комірчину кріпосного слуги, де той мав лише одну відраду — горілку».

Іван Сергійович Аксаков, ознайомившись з оповіданням ще в рукописному вигляді, особливо відзначив головного героя:
|  | В ньому є уособлення російського народу, його страшної сили і незбагненної лагідності, його віддалення до себе і в себе, його мовчання на всі запити, його моральних, чесних спонук.Оригінальний текст (рос.) В нём есть олицетворение русского народа, его страшной силы и непостижимой кротости, его удаления к себе и в себя, его молчания на все запросы, его нравственных, честных побуждений. |

Костянтин Аксаков в листі (жовтень 1852) назвав оповідання «кроком вперед» в творчій біографії Тургенєва; пізніше, після зняття цензурних обмежень, публіцист розвинув цей тезис у великій оглядовій статті, де відмітив, що «Муму» знаходиться «вище „Записок мисливця“ як по тверезішому, більш повновагому слову, так і по глибині змісту».
В цей же час літературний критик Олександр Дружинін, аналізуючи опубліковану збірку творів Тургенєва, побачив в «Муму» всього лише «майстерно оброблену мініатюрну картинку», рівноцінну «розумному анекдоту», яка нецікава для «поціновувачів прекрасного».. Ще жорсткіше висловився на сторінках журналу «Отечественные записки» критик Степан Дудишкін: на його думку, «Муму», як і «Записки мисливця», страждають від однобічності висвітлення явищ російського життя, тому їх не можна назвати «справжніми витворами мистецтва».

### В Україні
Іван Франко був дослідником і шанувальником творчості Тургенєва. В 1904 році Франко помістив анотацію на український переклад оповідання «Муму» («Літературно-науковий вістник»), зауваживши, що «ся перлина російської новелістики давно здобула собі заслужене признання у всесвітній літературі»
Павло Тичина в контексті огляду новели «Ружена» Івана Чендея порівнював його з Тургенєвим, який «міг через Муму промовляти до сердець людей».